# Clepsydronotus dentipes
Clepsydronotus dentipes är en insektsart som först beskrevs av Henri Saussure och Francois Jules Pictet de la Rive 1898.  Clepsydronotus dentipes ingår i släktet Clepsydronotus och familjen vårtbitare. Inga underarter finns listade i Catalogue of Life.